# 高坪镇 (广汉市)
高坪镇，是中华人民共和国四川省德阳市广汉市下辖的一个乡镇级行政单位。2019年12月，撤销西高镇，将其所属行政区域划归高坪镇管辖。

## 行政区划
高坪镇下辖以下地区：
场镇社区、龙潭村、金九村、一龙桥村、高拱桥村、双石村、园龙村、水磨村和双红村。